# کاراتپه (مرزیفون)
کاراتپه (به ترکی استانبولی: Karatepe) یک منطقهٔ مسکونی در ترکیه است که در مرزیفون واقع شده‌است.